# Liste der Baudenkmäler in Halsbach
Auf dieser Seite sind die Baudenkmäler in der oberbayerischen Gemeinde Halsbach zusammengestellt. Diese Tabelle ist eine Teilliste der Liste der Baudenkmäler in Bayern. Grundlage ist die Bayerische Denkmalliste, die auf Basis des Bayerischen Denkmalschutzgesetzes vom 1. Oktober 1973 erstmals erstellt wurde und seither durch das Bayerische Landesamt für Denkmalpflege geführt wird. Die folgenden Angaben ersetzen nicht die rechtsverbindliche Auskunft der Denkmalschutzbehörde.

## Baudenkmäler nach Ortsteilen

### Halsbach
| Lage                                | Objekt                                | Beschreibung                                                         | Akten-Nr.              | Bild           |
| ----------------------------------- | ------------------------------------- | -------------------------------------------------------------------- | ---------------------- | -------------- |
| Am Dorfplatz (Standort)             | Kriegerdenkmal                        | von Richard Puchner, 1922                                            | D-1-71-119-54 Wikidata | BW             |
| Am Dorfplatz 1 (Standort)           | Katholische Pfarrkirche St. Martin    | Saalkirche, neuromanische Anlage, 1885/87; mit Ausstattung           | D-1-71-119-1 Wikidata  | weitere Bilder |
| Flur Eicheck (Standort)             | Wegkapelle, sogenannte Marienkapelle  | bezeichnet mit dem Jahr 1853                                         | D-1-71-119-2 Wikidata  | BW             |
| Nähe Burgkirchner Straße (Standort) | Wegkapelle, sogenannte Martinskapelle | bezeichnet mit dem Jahr 1818; mit Ausstattung                        | D-1-71-119-3 Wikidata  | BW             |
| Wimpersinger Feld (Standort)        | Wegkapelle                            | mit offenem Vorbau und kleiner Lourdesgrotte, spätes 19. Jahrhundert | D-1-71-119-55 Wikidata | BW             |

### Gallersöd
| Lage                      | Objekt                                   | Beschreibung | Akten-Nr.              | Bild |
| ------------------------- | ---------------------------------------- | --- | ---------------------- | ---- |
| Flur Gallersöd (Standort) | Feldkapelle                              | neogotisch, 2. Hälfte 19. Jahrhundert; am Weg nach Gassen | D-1-71-119-17 Wikidata | BW   |
| Gallersöd 29 (Standort)   | Bauernhaus, Nordflügel des Dreiseithofes | Ehemaliges Wohnstallhaus mit Blockbau-Obergeschoss und Hochlaube, Bundwerkpartien über dem Stadeltrakt, bezeichnet mit 1822; südlich Bundwerkstadel, erbaut von Zimmermeister Georg Amersberger, bezeichnet mit 1834 | D-1-71-119-15 Wikidata | BW   |
| Gallersöd 30 (Standort)   | Vierseithof „Beim Gallerseder“           | nördlich Wohnhaus, dreigeschossiger Satteldachbau, 1887; Bundwerkstadel (Südflügel), mit mehreren Bundwerkzonen übereinander, ungewöhnlich reichen Zierformen, Bemalungen und Bauinschrift, bezeichnet mit 1842; Hütte (Westflügel), mit Bundwerk-Obergeschoss, 1. Hälfte 19. Jahrhundert; Stall (Ostflügel), mit Bundwerk-Obergeschoss, 1833 | D-1-71-119-16 Wikidata | BW   |

### Hofschalling
| Lage                       | Objekt                                                 | Beschreibung | Akten-Nr.              | Bild |
| -------------------------- | ------------------------------------------------------ | --- | ---------------------- | ---- |
| Hofschalling 38 (Standort) | Weilerkapelle                                          | neugotischer Tuffquaderbau mit Dachreiter, bezeichnet mit dem Jahr 1857; mit Ausstattung                                                                                                 | D-1-71-119-21 Wikidata | BW   |
| Hofschalling 39 (Standort) | Bauernhaus mit Widerkehr                               | dreigeschossiger Satteldachbau mit bemalten Dachuntersichten, schmiedeeisernem Balkon und Hausfigur, an Haustür bez. 1910, Putzgliederungen, um 1949, Widerkehr mit Bundwerk, bez. 1874. | D-1-71-119-57          | BW   |
| Hofschalling 40 (Standort) | Wohnstallhaus, Nordflügel des ehemaligen Vierseithofes | dreigeschossiger Tuffquaderbau, südseitig verputzt, 1877; westlich Stall, bezeichnet mit dem Jahr 1878; Austragshaus, zweigeschossiger massiver Bau mit Zeltdach, wohl 1877              | D-1-71-119-20 Wikidata | BW   |

### Weitere Ortsteile
| Lage                                           | Objekt                                                                 | Beschreibung | Akten-Nr.              | Bild                                                                   |
| ---------------------------------------------- | ---------------------------------------------------------------------- | --- | ---------------------- | ---------------------------------------------------------------------- |
| Antenfressen (Standort)                        | Bildstock                                                              | erstes Drittel 19. Jahrhundert; mit Ausstattung | D-1-71-119-4 Wikidata  | BW                                                                     |
| Baumgarten Baumgarten 18 (Standort)            | Tür, sogenannte Leberertür                                             | bezeichnet mit dem Jahr 1841; Wandbild, über der Tür der Südseite, bezeichnet mit dem Jahr 1845 | D-1-71-119-5 Wikidata  | BW                                                                     |
| Baumgarten Baumgarten 19 (Standort)            | Bauernhaus, Nordflügel                                                 | Tuffsteinbau mit Eckpilastern und Blockbau-Kniestock, Wirtschaftsteil erneuert, wohl um 1850 | D-1-71-119-6 Wikidata  | BW                                                                     |
| Biering Krieging 64 (Standort)                 | Feldkreuz                                                              | Schmiedeeisen auf Tuffsockel, um 1750; östlich an der Abzweigung Krieging | D-1-71-119-7 Wikidata  | BW                                                                     |
| Birnbaum, Nähe Birnbaum Birnbaum 22 (Standort) | Bundwerkstadel, Südflügel des Vierseithofes                            | erstes Drittel 19. Jahrhundert; querstehender Stallstadel, Tuffstein, mit Bundwerkoberteil, 1861; nördlich ehemalige Schmiede, gemauert, mit Blockbau-Kniestock, bezeichnet mit dem Jahr 1797. | D-1-71-119-8 Wikidata  | weitere Bilder                                                         |
| Brandhub Brandhub 1 (Standort)                 | Wegkapelle                                                             | historisierend, bezeichnet mit dem Jahr 1891 | D-1-71-119-9 Wikidata  | weitere Bilder                                                         |
| Buch Rachertinger Feld (Standort)              | Feldkapelle                                                            | erstes Drittel 19. Jahrhundert. | D-1-71-119-11 Wikidata | BW                                                                     |
| Eicheck Eicheck 9 (Standort)                   | Bauernhof                                                              | Einfirstanlage mit langer Gitterbundwerkzone, wohl zweites Viertel 19. Jahrhundert | D-1-71-119-13 Wikidata | BW                                                                     |
| Großschleberg Großschleberg 17 (Standort)      | Ehemaliges Wohnstallhaus                                               | Westflügel des Vierseithofes, dreigeschossiger Satteldachbau mit Putzgliederung und ornamentierten Portalgewänden aus Rotmarmor, erbaut 1878/79, ehemaliger Wirtschaftsteil neu errichtet; südlich Bundwerkstadel, Mitte 19. Jahrhundert | D-1-71-119-18 Wikidata | BW                                                                     |
| Itsching Itsching 8 (Standort)                 | Bildstock                                                              | gemauert, mit Bildnische, bezeichnet mit dem Jahr 1857 | D-1-71-119-23 Wikidata | BW                                                                     |
| Kirchberg Kirchberg 58 (Standort)              | Ehemaliges Mesnerhaus                                                  | Blockbau, zweite Hälfte 17. Jahrhundert, Wirtschaftsteil erneuert | D-1-71-119-24 Wikidata | BW                                                                     |
| Kirchberg Kirchberg 60 (Standort)              | Heiligenfigur, Skulptur des hl. Martin                                 | wohl vom spätgotischen Hochaltar der Pfarrkirche zu Halsbach stammend; am Ostgiebel | D-1-71-119-25 Wikidata | BW                                                                     |
| Baumgarten Kirchholz (Standort)                | Steinkreuz auf Sockel                                                  | Tuffstein, wohl Ende 16. Jh. | D-1-71-119-58          | BW                                                                     |
| Krumbach Krumbach 23 (Standort)                | Kapelle                                                                | kleiner Satteldachbau mit Dachreiter, Anfang 20. Jahrhundert; mit Ausstattung | D-1-71-119-27 Wikidata | BW                                                                     |
| Krumbach Krumbach 23 (Standort)                | Bauernhaus, Nordflügel des ehemaligen Vierseithofes                    | dreigeschossiger Satteldachbau mit Putzgliederung und nördlichem dreigeschossigem Vorbau, reich gestaltete Fassade mit Giebelfresko, schmiedeeisernem Balkon und geschnitzten Türen, Wirtschaftsteil aus Tuffstein mit Fugenmalereien, Türstock bezeichnet mit dem Jahr 1911 und 1928; östlich Austragshaus, zweigeschossiger Satteldachbau mit Putzgliederung, wohl 1911/1928 | D-1-71-119-26          | BW                                                                     |
| Lebern Lebern 27 (Standort)                    | Bildstock                                                              | 19. Jahrhundert. | D-1-71-119-29 Wikidata | BW                                                                     |
| Lebern Lebern 27 (Standort)                    | Ehemaliges Bauernhaus des Vierseithofes                                | ehemaliges Wohnstallhaus mit Blockbau-Obergeschoss, bezeichnet mit dem Jahr 1725; mit reich geschnitzter Haustür, sogenannte Leberertür, bezeichnet mit dem Jahr 1847 | D-1-71-119-28 Wikidata | BW                                                                     |
| Liebleiten Liebleiten 47 (Standort)            | Bauernhaus                                                             | zweigeschossiger Tuffquaderbau mit befenstertem Kniestock, Fenster mit Ziergitter, Reliefs, zweites Viertel 19. Jahrhundert, ehemaliger Wirtschaftstrakt erneuert | D-1-71-119-30 Wikidata | BW                                                                     |
| Mooswinkel Mooswinkel 24 (Standort)            | Stadel                                                                 | Südtrakt des Vierseithofes, mit reichem Gitterbundwerkfeld im Giebel, 1863 | D-1-71-119-31 Wikidata | BW                                                                     |
| Mooswinkel Mooswinkel 24 (Standort)            | Hofkapelle                                                             | neuromanischer Bau mit Dachreiter, bezeichnet mit dem Jahr 1893; mit Ausstattung | D-1-71-119-32 Wikidata | BW                                                                     |
| Peising Peising 60 (Standort)                  | Bauernhaus des Vierseithofes                                           | mit Blockbau-Obergeschoss, datiert 1861, geschnitzte Haustür, bezeichnet mit dem Jahr 1847 | D-1-71-119-33 Wikidata | BW                                                                     |
| Pfeffersöd Pfeffersöd 21 (Standort)            | Gitterbundwerkstadel                                                   | Südflügel des Vierseithofes, reiche Zierformen, gegen Mitte 19. Jahrhundert | D-1-71-119-34 Wikidata | BW                                                                     |
| Reising Reising 33 (Standort)                  | Bauernhaus, Nordwestflügel des Vierseithofes                           | stattlicher zweieinhalbgeschossiger Bau mit Erdgeschossrustizierung, reich gestaltete Fensterrahmungen und Fenstergitter, um 1900 | D-1-71-119-35 Wikidata | BW                                                                     |
| Reising südwestlich von Reising (Standort)     | Steinkreuz                                                             | bez. 1804 | D-6-77-155-129         | BW                                                                     |
| Reit Reit 17 (Standort)                        | Ehemaliges Bauernhaus des Vierseithofes                                | mit Blockbau-Obergeschoss, um Mitte 17. Jahrhundert, Haustür bezeichnet mit dem Jahr 1846 und 1849; Hütte, mit Getreidekasten im Obergeschoss, wohl Anfang 19. Jahrhundert | D-1-71-119-36 Wikidata | BW                                                                     |
| Schmidham Itschinger Feld (Standort)           | Wegkapelle                                                             | mit Schopfwalm, Anfang 19. Jahrhundert | D-1-71-119-39 Wikidata | BW                                                                     |
| Schmidham Schmidham 13 (Standort)              | Bauernhaus                                                             | zweigeschossiger Satteldachbau mit befenstertem Kniestock und Hochlaube, Stuckdekor um die Fenster und Heiligenfresko über der Tür, um 1830/45 | D-1-71-119-38 Wikidata | BW                                                                     |
| Schupfing Schupfing 6 (Standort)               | Ehemaliger Pfarrhof von Halsbach                                       | Ehemaliges Pfarrhaus, dreigeschossiger Putzbau, im Kern 15./17. Jahrhundert, Umbauten am Außenbau und im Innern durch Lorenz und Georg Leberer, 1871, Purifizierung 1966; in baulicher Verbindung mit der ehemaligen Pfarrhofkapelle; Ökonomiegebäude, ehemaliger Stallstadel mit Wagenremise, zweigeschossiger Satteldachbau aus Natursteinquadern, Wasch- und Backhaus, eingeschossiger Satteldachbau aus Natursteinquadern, beide 1871 von Lorenz und Georg Leberer errichtet | D-1-71-119-40 Wikidata | BW                                                                     |
| Schupfing Schupfing 6 1/2 (Standort)           | Ehemalige Pfarrhofkapelle St. Salvator, jetzt katholische Filialkirche | im baulichen Verbund mit dem Pfarrhof, gotischer Bau, 1419/21, Inneres im 18. Jahrhundert barockisiert; mit Ausstattung | D-1-71-119-41 Wikidata | Ehemalige Pfarrhofkapelle St. Salvator, jetzt katholische Filialkirche |
| Stadl a.Holz Stadl a.Holz 36 (Standort)        | Vierseithof                                                            | nördlich Wohnstallhaus, Mitterstubenhaus, mit Blockbauobergeschoss, inschriftlich datiert und dendro.dat. 1596; südlich Bundwerkstadel, mit zwei Tennkästen, zum Teil noch zweite Hälfte 17. Jahrhundert; westlich Stallstadel mit Bundwerkoberteil, Mitte 19. Jahrhundert; östlich Hütte, mit zwei Getreidekästen im Blockbau-Obergeschoss, 18./19. Jahrhundert | D-1-71-119-42 Wikidata | BW                                                                     |
| Stockötz Ödholz (Standort)                     | Waldkapelle, „Christus in der Rast“                                    | bezeichnet mit dem Jahr 1818 | D-1-71-119-45 Wikidata | BW                                                                     |
| Stockötz Stockötz 71 (Standort)                | Bauernhaus                                                             | Einfirstanlage mit rückseitigem Gitterbundwerk, geschnitzte Jahrzahl 1843 (?) | D-1-71-119-44 Wikidata | BW                                                                     |
| Ströben Ströben 74 (Standort)                  | Kapelle                                                                | neubarock, mit Dachreiter, 1910; mit Ausstattung | D-1-71-119-46 Wikidata | BW                                                                     |
| Thalleiten Thalleiten 53 (Standort)            | Kleinbauernhaus                                                        | erdgeschossig, mit Blockbau-Kniestock und einfachem, frühem Bundwerkgiebel, wohl erste Hälfte 18. Jahrhundert | D-1-71-119-47 Wikidata | BW                                                                     |
| Wohlprechting Wohlprechting 62 (Standort)      | Bildstock                                                              | gemauert, 18. Jahrhundert | D-1-71-119-49 Wikidata | BW                                                                     |
| Wohlprechting Wohlprechting 62 (Standort)      | Bauernhaus                                                             | Nordflügel des Bauernhofes, zweigeschossiger Satteldachbau mit Eckpilastern und profiliertem Gesims, Tuffstein, verputztes Giebeldreieck, Mitte 19. Jahrhundert, Haustür bezeichnet mit dem Jahr 1845; südlich Bundwerkstadel, mit Bemalung und eingebautem Getreidekasten, erste Hälfte 19. Jahrhundert | D-1-71-119-48 Wikidata | BW                                                                     |
| Zeitlarn In Zeitlarn (Standort)                | Kapelle                                                                | neuromanisch, bezeichnet mit dem Jahr 1886/87; mit Ausstattung | D-1-71-119-51 Wikidata | BW                                                                     |
| Zeitlarn Zeitlarn 12 (Standort)                | Bauernhaus                                                             | Nordflügel des ehemaligen Vierseithofes, zweigeschossiger Satteldachbau aus Tuff, Kniestock mit lünettenförmigen Öffnungen, Hochlaube und reich geschnitzte Details, zum Teil bemalt, sowie reich geschnitzte Haustür (Leberertür), bezeichnet mit dem Jahr 1855; westlich Stadel, mit Gitterbundwerk im Obergeschoss, biedermeierlich verzierter Überbau, gemauert, seitlich mit Fresken, eingebauter Getreidekasten, hofseitig Traufschrot, bezeichnet mit dem Jahr 1840; südlich Hütte, zum Teil Blockbau, Gitterbundwerk im Obergeschoss, hofseitig Traufschrot, wohl Mitte 19. Jahrhundert | D-1-71-119-50          | BW                                                                     |
| Zettlaign Zettlaign 25 (Standort)              | Wohnstallhaus                                                          | Nordwestflügel des ehemaligen Vierseithofes, dreigeschossiger Satteldachbau mit Putzgliederung und Fenstergittern, Stalltrakt mit Gitterbundwerk, 1855, Türstock bezeichnet mit dem Jahr 1869; südöstlich Bundwerkstadel, mit Bemalungen und Schlangenkopfbügen, bezeichnet mit dem Jahr 1833 | D-1-71-119-52 Wikidata | BW                                                                     |

## Ehemalige Baudenkmäler
| Lage                        | Objekt                      | Beschreibung                                                       | Akten-Nr.              | Bild |
| --------------------------- | --------------------------- | ------------------------------------------------------------------ | ---------------------- | ---- |
| Dösham Dösham 66 (Standort) | Wohnteil eines Bauernhauses | Mitterstubenbau, mit Blockbau-Obergeschoss, Anfang 19. Jahrhundert | D-1-71-119-12 Wikidata | BW   |